# Анна Перенна
Анна Перенна (лат. Anna Perenna) — давня італьська богиня року й довголіття, свято якої відзначали 15 березня на Марсовому полі.
ЇЇ зазвичай зображували в образі бабусі; в добу імперії Анну Перенну ототожнювали з сестрою Дідони Анною, яка з Карфагена втекла до Енея в Італію.
Дружина Енея Лавінія з ревнощів намагалася вбити її. У розпачі Анна Перенна втопилась у річці Нуміцій. Згодом її стали шанувати як німфу цієї річки.
За іншою версією, Анна, втікаючи від Лавінії, зустріла бога річки Нуміція, вийшла за нього заміж і прийняла ім'я Анна Перенна.
Культ її поширився в Римі внаслідок злиття двох культів: річкової німфи й італьської богині довголіття.